# Ҧ
Ҧ, ҧ — кирилична літера, 34-та літера абхазької абетки, утворена від П із хвостом від Ц. Позначає глухий губно-губний проривний звук /pʰ/. В латиниці її передають як p, ṕ, ṗ чи ph, в грузинській графіці — як ფ.